# HMAS Canberra (FFG 02)

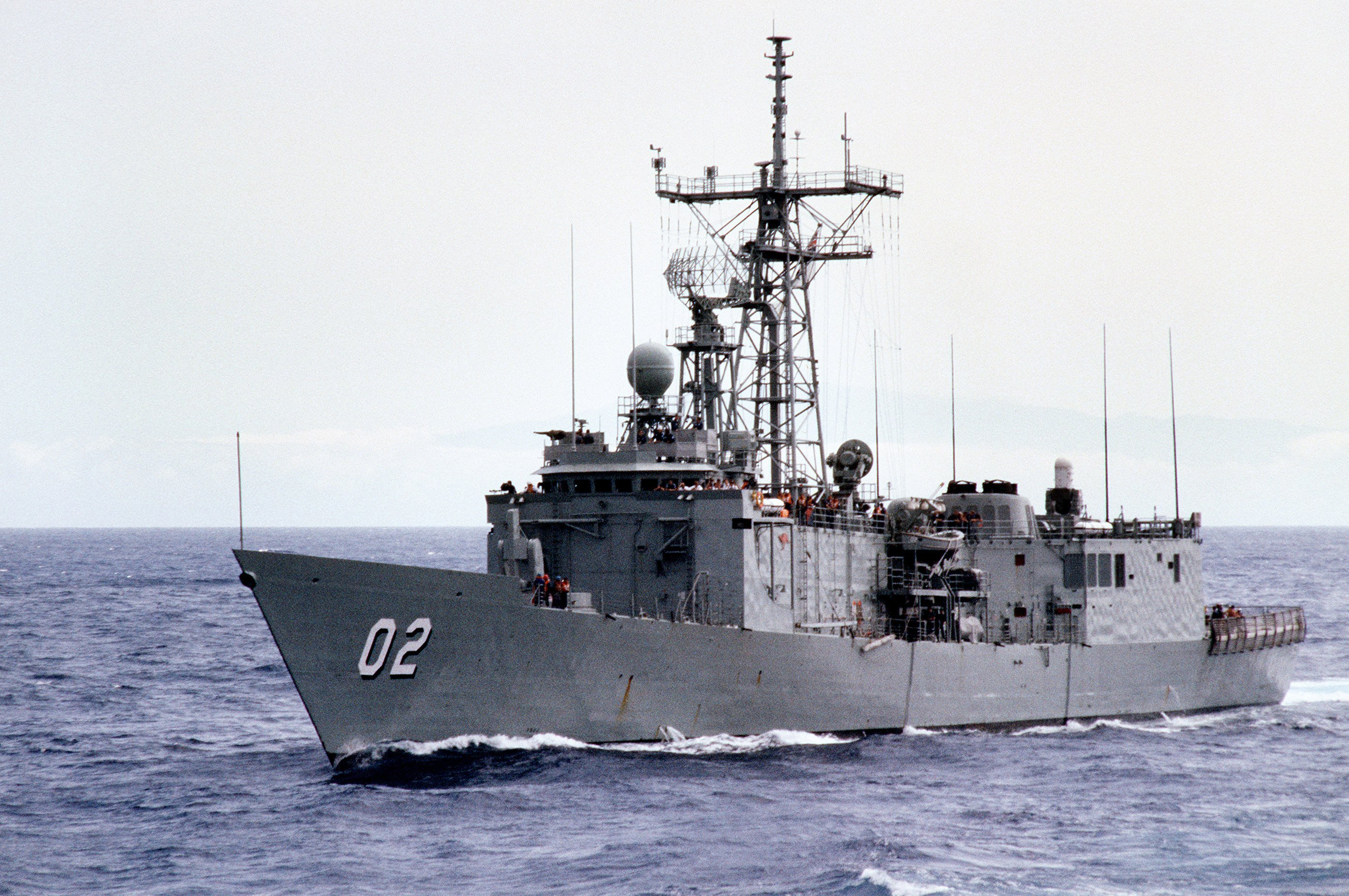
HMAS Canberra в 1998 году

HMAS Canberra (FFG 02) - австралийский фрегат УРО типа «Аделаида», второй корабль серии. Фрегаты УРО типа «Аделаида» строились по американскому проекту фрегата типа «Оливер Хазард Перри». Корабль был построен в США и принят на вооружение Королевским австралийским ВМФ 21 марта 1981 года.
«Канберра» стал первым кораблём этого типа, снятым с вооружения. Вторым стал HMAS Adelaide. Это связано с сокращением расходов — освободившиеся средства пойдут на реконструкцию оставшихся на вооружении четырёх фрегатов этого типа - Sydney (FFG 03), Darwin (FFG 04), Melbourne (FFG 05), Newcastle (FFG 06). 12 ноября 2005 года «Канберра» был выведен из состава флота и 4 октября 2009 был затоплен у побережья Виктории.
Авиационную группу «Канберры» составляли 2 вертолёта ПЛО S-70B Seahawk.

## История
HMAS Canberra был заложен на верфи Todd Pacific Shipyards в Сиэтле, штат Вашингтон 1 марта 1978 года, спущен на воду 1 декабря 1978 года, и принят на вооружение 21 марта 1981 года. Во время строительства корабль имел бортовой номер FFG-18.

## Вооружение
- Пусковая установка Mk 13 для ракет Harpoon и SM-1MR.
- 1 x 20мм Mark 15 Phalanx CIWS
- 2 x 324мм Mk 32
- 1 x 76мм 3"/62 Mark 75

## См.также
- Королевский австралийский военно-морской флот
- Фрегаты типа «Оливер Хазард Перри»
- HMAS Adelaide (FFG 01)

## Галерея

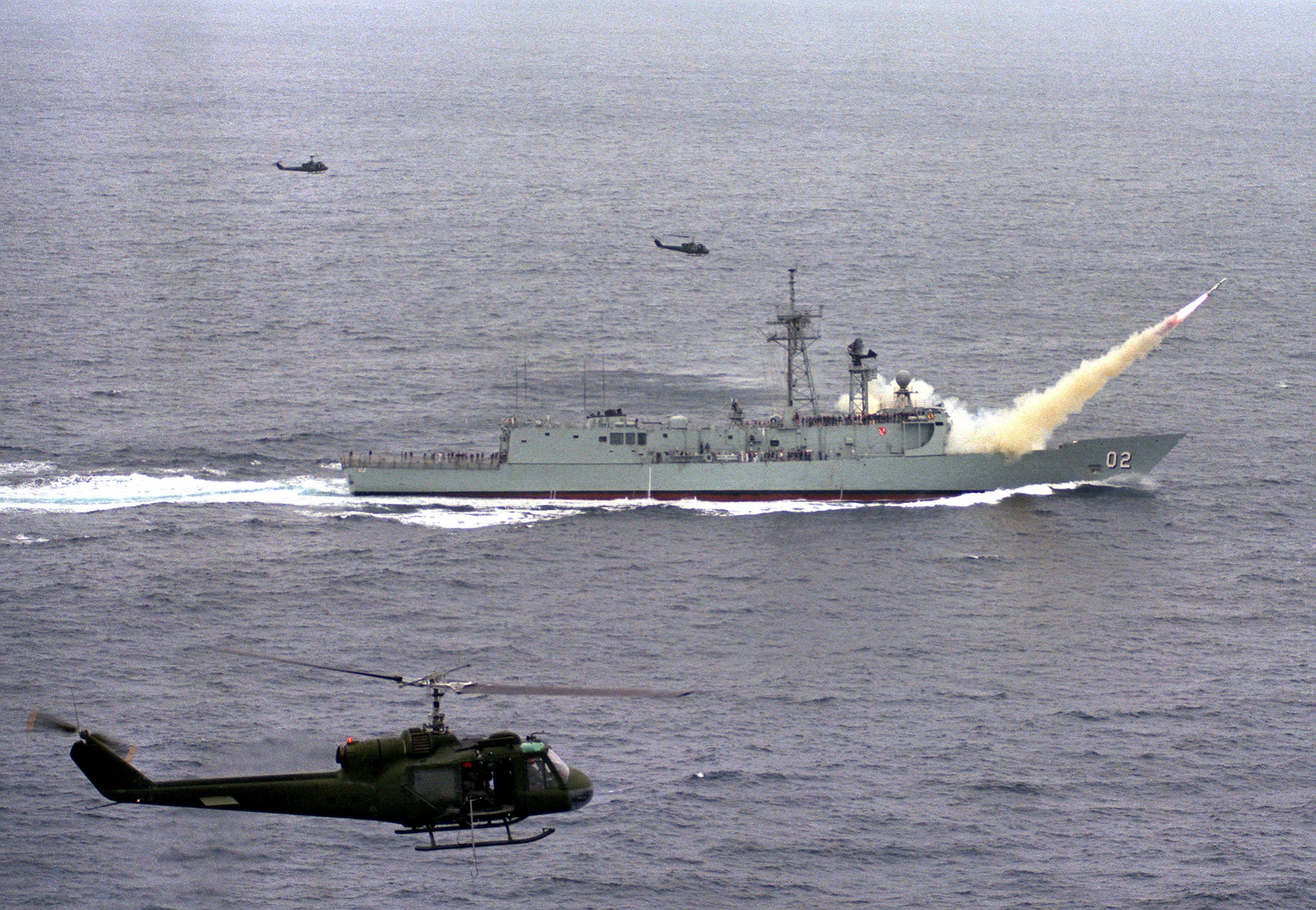
HMAS Canberra запускает ракету Harpoon
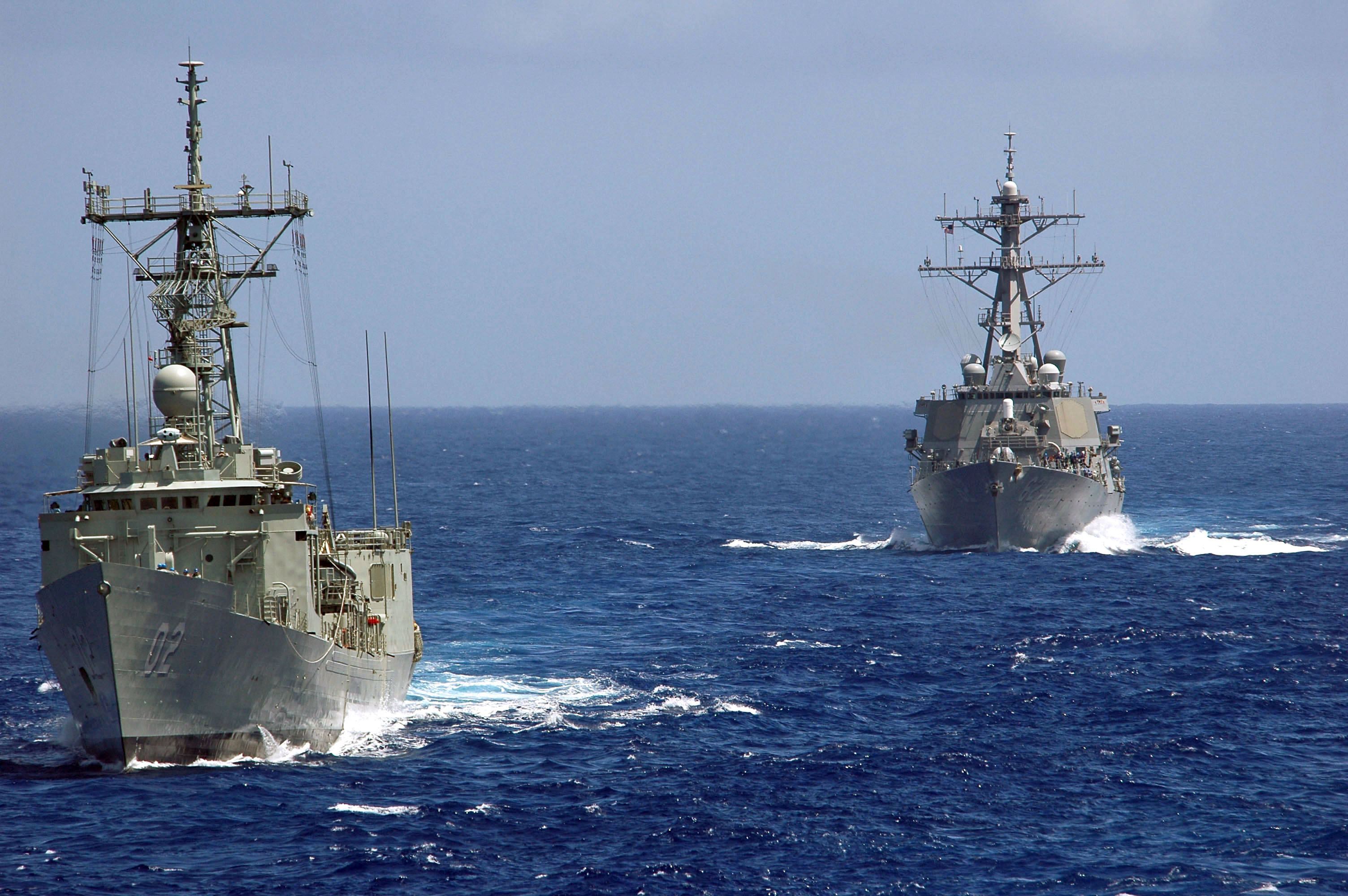
HMAS Canberra и эсминец УРО типа «Арли Бёрк» USS Fitzgerald
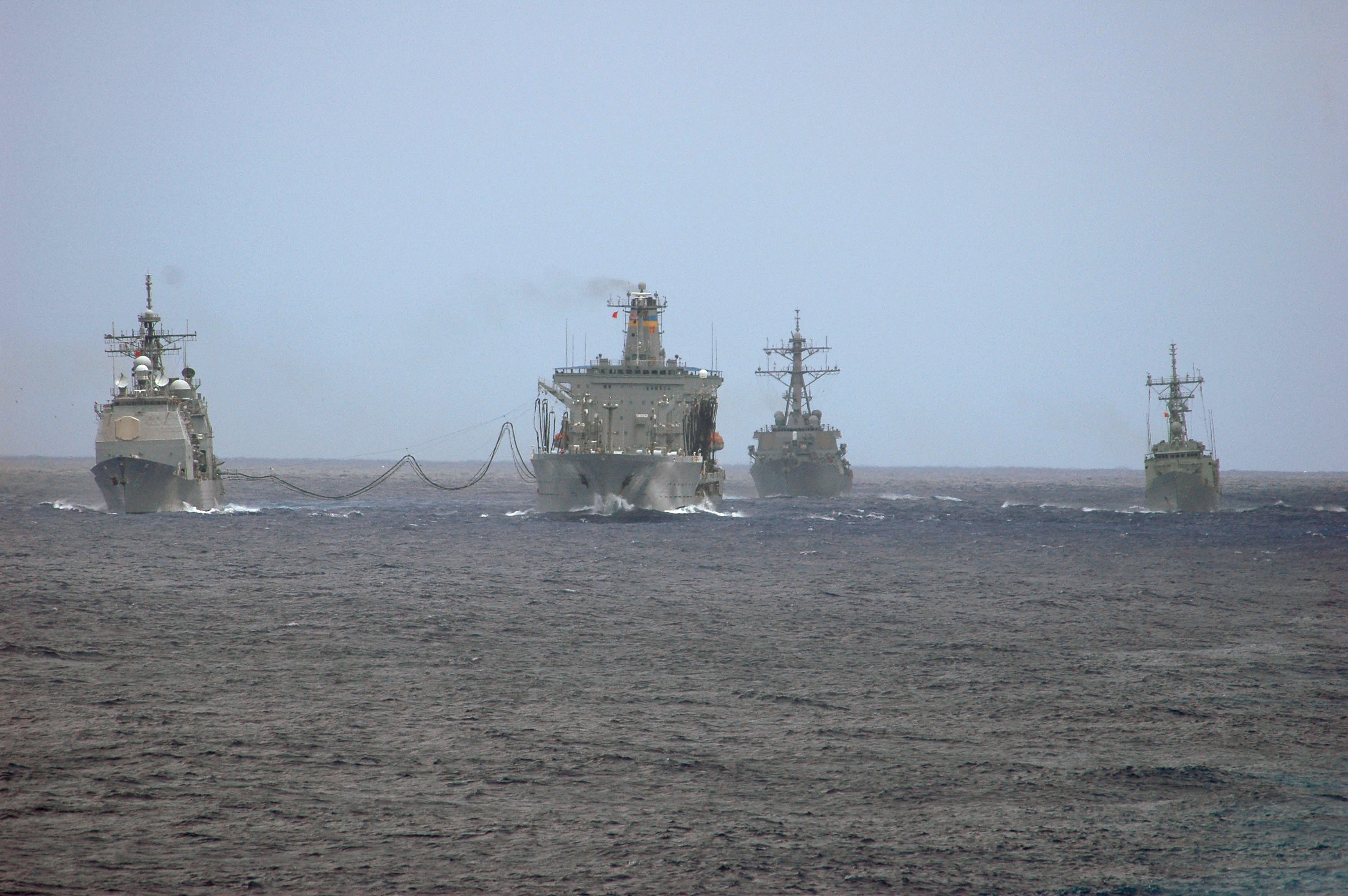
Слева направо: Ракетный крейсер типа «Тикондерога» USS Cowpens, эскадренный танкер-заправщик USNS Tippecanoe, эсминец УРО типа «Арли Бёрк» и фрегат УРО ВМС Австралии HMAS Canberra.
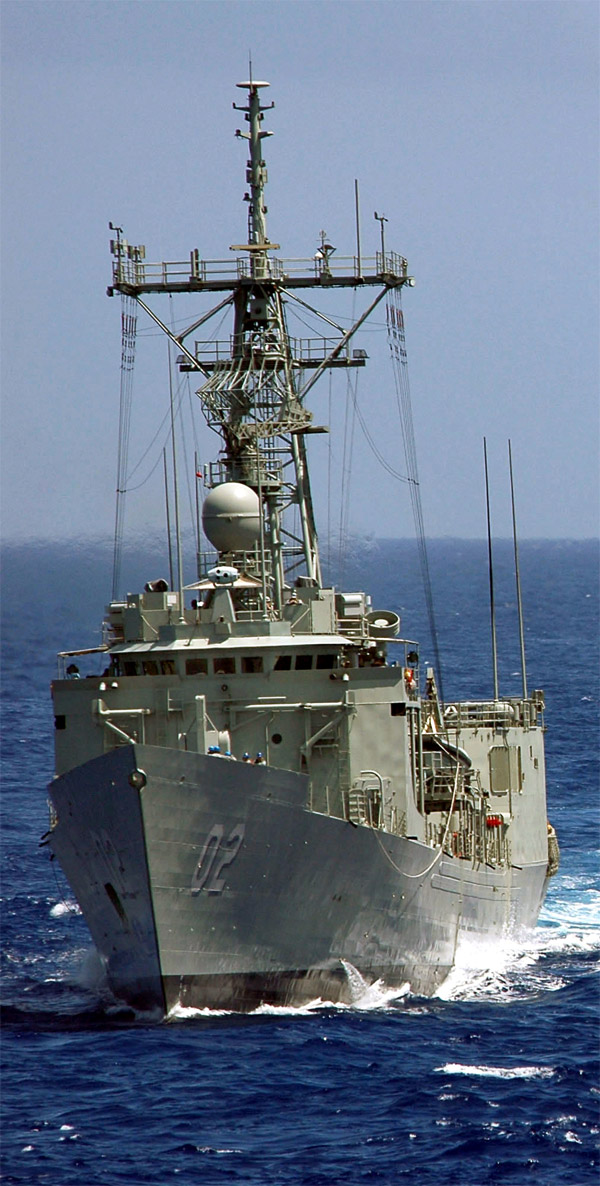
HMAS Canberra